# Malcolm Bagshaw
Malcolm A. Bagshaw (* 23. Juni 1925 in Adrian, Michigan; † 18. September 2011 in Palo Alto, Kalifornien) war ein US-amerikanischer Mediziner (Radiologie, Onkologie).
Bagshaw ging nach der High School zur US Navy und studierte dann Medizin an der Wesleyan University sowie der Yale University mit dem M.D. 1950. Er absolvierte seine Facharztausbildung in Radiologie an der University of Michigan und ab 1956 an der School of Medicine der Stanford University. 1960 wurde er Leiter der Abteilung Strahlentherapie und 1972 erhielt er den Lehrstuhl für Radiologie als Nachfolger von Henry S. Kaplan. Bei der Aufteilung des Lehrstuhls in Radiologie und Strahlentherapie für Krebs (Radiation Oncology) wechselte er auf Letzteres. 1992 ging er in den Ruhestand.
Mit Kaplan war er ein Pionier in der Verwendung von Linearbeschleunigern in der Strahlentherapie von Krebs. Insbesondere spezialisierte er sich auf die Behandlung von Prostatakrebs mit Strahlentherapie und entwickelte dazu neue Methoden, so dass chirurgische Eingriffe vermieden werden konnten.
1996 erhielt Bagshaw den Kettering-Preis.